# جفرسون استارشیپ
جفرسون استارشیپ (به انگلیسی: Jefferson Starship) گروه موسیقی راک و پاپ آمریکایی است که در سال ۱۹۷۴ در سان فرانسیسکو شکل گرفت، و امروزه به‌عنوان یکی از معروفترین و محبوبترین گروه‌های موسیقی در آمریکا محسوب می‌شود.
هرچند این گروه موسیقی طی سالها دستخوش تغییرات زیادی در نوع موسیقی و همچنین اعضا شده‌است ولی همیشه نام جفرسون استارشیپ را حفظ کرده‌است.

## تاریخچه
در سالهای آغازین دهه ۷۰ میلادی وقتی که گروه جفرسون ایرپلین در حال منحل شدن بود، یکی از اعضا به نام پل کانتنر که خواننده و گیتاریست گروه بود آلبومی تولید کرد با نام Blows Against the Empire. این آلبوم در واقع یک آلبوم مفهومی بود که با کمک نوازنده‌های گذری و گمنام ضبط شد و به عنوان اولین آلبوم جفرسون استارشیپ محسوب می‌شود.
هسته اولیه گروه شامل دیوید کرازبی، گراهام نش، بعضی از اعضای گروه Grateful Dead و باقی‌مانده اعضای جفرسن ایرپلین بود.

در آلبوم Blows Against the Empire ترانه‌ها در مورد افرادی بود که سفینه‌ای را ربوده و با آن از زمین به فضا فرار می‌کنند. در سال ۱۹۷۱ آلبوم نامزد دریافت جایزه هوگو شد که جایزه‌ای در ژانر علمی تخیلی است و معمولاً به یک آلبوم موسیقی تعلق نمی‌گیرد.

طی سال‌های ۱۹۷۱ تا ۱۹۷۳ گروه دو آلبوم دیگر تحت نامهای Sunfighter و Baron von Tollbooth & The Chrome Nun تولید و منتشر کرد. همچنین کارنتنر گیتاریست جوانی بنام کریگ چاکیکو را کشف و به دنیای موسیقی معرفی کرد که بعدها نوازنده بسیار موفقی در سبک جز شد.

## جدایی
در سال ۱۹۹۰ کریگ چاکیکو که در واقع آخرین بازمانده از اعضای اصلی تشکیل‌دهنده گروه بودند از عضویت در گروه استعفا داد. اوایل سال بعد یعنی ۱۹۹۲ آلبوم گلچین آهنگهای ۱۹۷۱-۱۹۹۱ از این گروه منتشر شد.

## نسل بعدی
در سال ۱۹۹۲ کارنتنر گروهی تحت عنوان جفرسون استارشیپ - نسل جدید تشکیل داد. این گروه از برخی اعضای اصلی تشکیل دهنده گروه اصلی تشکیل یافته بود. آنها چندین تور برگزار کردند و بعد از چند سال پسوند نسل جدید را از انتهای نام گروه حذف کردند و با همان نام جفرسون استارشیپ به فعالیت ادامه دادند.